# 古尔克谷地魏滕斯弗尔德
古尔克谷地魏滕斯弗尔德是奥地利克恩顿州格兰河畔圣法伊特县的一个市镇。总面积95.76平方公里，总人口2345人，人口密度24.5人/平方公里（2005年）。